# Mahurea palustris
Mahurea palustris är en tvåhjärtbladig växtart som beskrevs av Jean Baptiste Christophe Fusée Aublet. Mahurea palustris ingår i släktet Mahurea och familjen Calophyllaceae. Inga underarter finns listade i Catalogue of Life.